# Rettenschöss
Rettenschöss è un comune austriaco di 476 abitanti nel distretto di Kufstein, in Tirolo.